# 43081 Stephenschwartz
43081 Stephenschwartz este o planetă minoră (asteroid), cu un diametru de 2,212 km, din centura de asteroizi. A fost descoperită pe 4 noiembrie 1999 la Stația Anderson Mesa de Lowell Observatory Near-Earth-Object Search. 
Obiectul prezintă o orbită caracterizată de o semiaxă mare de 2,1947874588078 UAi, o excentricitate de 0,1944162323706, o înclinație de 5,7782579009181 ° în raport cu ecliptica.